# 拉烏爾一世 (韋爾芒杜瓦)
拉烏爾一世（法語：Raoul Ier de Vermandois；？—1152年10月14日），韋爾芒杜瓦伯爵，于格一世之子，1102年至1152年在位。

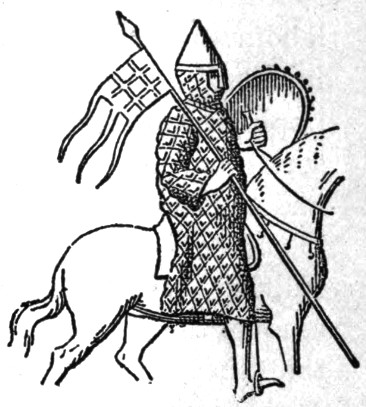

## 家庭
1140年，拉烏爾一世與亞奎丹公爵威廉十世的女兒佩特羅妮拉結婚，兩人共有1子2女：
1. 伊莉莎白（1143年—1183年）
2. 拉烏爾二世（1145年—1167年）
3. 艾蕾奧諾爾（1148/49年—1213年）